# Union latine (organisation)
Pour les articles homonymes, voir Union latine et Latin (homonymie).
L’Union latine (UL) est une organisation intergouvernementale, actuellement suspendue, ayant son siège à Paris. Elle a été fondée en 1954 par la convention de Madrid afin de mettre en valeur et de diffuser l’héritage culturel et les identités des peuples de langues romanes.
Pour des raisons financières, les activités de l’Union latine ont été suspendues le 26 janvier 2012 et le secrétariat général permanent de l’Organisation a fermé ses portes le 31 juillet suivant.

## Présentation
L’Union latine n’a pris corps qu’en 1983. Pendant dix-sept années d’existence fonctionnelle, le nombre d’États devenus membres par ratification de la convention de Madrid ou par adhésion postérieure est passé de douze à trente-six, regroupant la quasi-totalité des États susceptibles d’intégrer l’Union latine. Ce sont, selon les recommandations interprétatives établies en 1992, les pays qui répondent à un ou plusieurs des critères suivants : 
- Critères linguistiques :
  - langue officielle romane ;
  - langue d’enseignement romane ;
  - langue romane utilisée comme moyen de communication dans la vie quotidienne et dans les médias.
- Critères linguistico-culturels :
  - existence d’une littérature significative en langue romane ;
  - presse écrite majoritairement en langue romane, tant en termes de tirage, que de nombre de titres,
  - télévision avec forte proportion en langue romane ;
  - radio largement en langue romane.
- Critères culturels :
  - héritage direct ou indirect d’un patrimoine de la Rome ancienne auquel les États manifestent leur fidélité et qui le perpétuent, notamment par l’enseignement du latin et des langues étrangères romanes, par des échanges culturels avec d’autres pays latins ;
  - organisation de la société, notamment sur le plan juridique ;
  - respect des libertés fondamentales et des principes généraux des droits de l’homme et de la démocratie, de la tolérance et de la liberté de culte.

Centrée à l’origine sur les pays ibériques que sont l'Espagne et le Portugal, l’Amérique latine et d’autres anciennes colonies espagnoles — comme les Philippines — ou portugaises, elle est par la suite présente dans le monde entier et regroupe trente-sept États membres. Elle accorde également le statut d’« observateur » à quatre autres gouvernements, l'Argentine, l'ordre souverain de Malte, le Saint-Siège et le Mexique. Son siège était à Paris, rue de Vaugirard, dans le 15e arrondissement.
Elle développa des projets multilatéraux concernant tous les États membres et disposa d’un réseau de représentations dans une vingtaine de pays.
Elle agit dans les domaines suivants :
- valorisation, diffusion et défense du patrimoine partagé, soutien à la création et aux échanges culturels, promotion et approfondissement de l’idée de latinité ;
- valorisation de l’enseignement et l’apprentissage des langues romanes (catalan, espagnol, français, italien, portugais et roumain) par leur présence dans l’offre de langues des systèmes éducatifs et par le développement de ressources pédagogiques innovantes ;
- enrichissement des terminologies scientifiques et techniques des langues romanes, développement de la coopération en matière d’industries de la langue dans les pays membres, aide à l’essor et à l’utilisation des réseaux télématiques dans le cadre de la latinité.

## Langues officielles

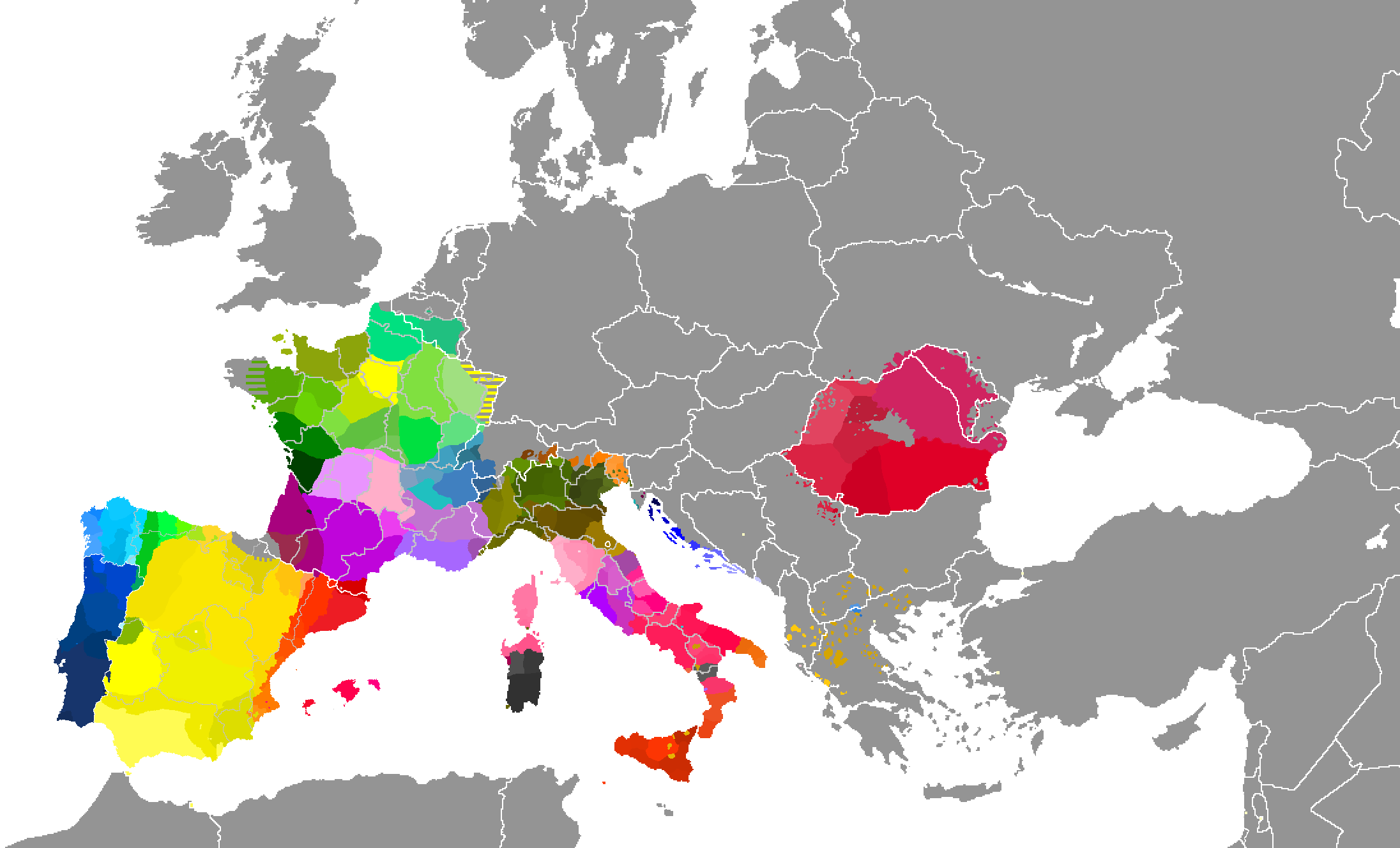
Langues romanes en Europe.

Les langues officielles de cette union étaient l’espagnol, le français, l’italien, le portugais, le roumain et le catalan. Elle utilisa les quatre premières comme langues de travail. Tous les textes à diffusion générale étaient traduits dans ces quatre langues et certains également en roumain. Ainsi l’organisation vivait et démontrait constamment son idéal culturel pan-latin.

## États membres
L’Union latine était présente sur les cinq continents, ses États membres étaient au nombre de trente-six :
| États membres          | Langues officielles | Dates d'entrée    |
| ---------------------- | ------------------- | ----------------- |
| Andorre                | Catalan             | 21 novembre 2004  |
| Angola                 | Portugais           | 19 février 1997   |
| Bolivie                | Espagnol            | 12 mars 1985      |
| Belgique               | Français            | 5 mai 2001        |
| Brésil                 | Portugais           | 12 janvier 1972   |
| Cap-Vert               | Portugais           | 16 octobre 1992   |
| Chili                  | Espagnol            | 26 novembre 1990  |
| Colombie               | Espagnol            | 6 juillet 1995    |
| Costa Rica             | Espagnol            | 8 juillet 1996    |
| Côte d'Ivoire          | Français            | 15 décembre 1999  |
| Cuba                   | Espagnol            | 19 juillet 1988   |
| Équateur               | Espagnol            | 12 janvier 1972   |
| Espagne                | Espagnol            | 12 janvier 1972   |
| France                 | Français            | 12 janvier 1972   |
| Guatemala              | Espagnol            | 14 juin 1984      |
| Guinée-Bissau          | Portugais           | 8 novembre 1990   |
| Haïti                  | Français            | 12 janvier 1972   |
| Honduras               | Espagnol            | 12 janvier 1972   |
| Italie                 | Italien             | 12 janvier 1972   |
| Moldavie               | Roumain             | 16 octobre 1992   |
| Monaco                 | Français            | 14 juin 1984      |
| Mozambique             | Portugais           | 9 mai 1994        |
| Nicaragua              | Espagnol            | 18 mai 1973       |
| Panama                 | Espagnol            | 10 juillet 1995   |
| Paraguay               | Espagnol            | 12 janvier 1972   |
| Pérou                  | Espagnol            | 12 janvier 1972   |
| Philippines            | Espagnol            | 19 septembre 1985 |
| Portugal               | Portugais           | 12 janvier 1972   |
| République dominicaine | Espagnol            | 12 janvier 1972   |
| Roumanie               | Roumain             | 25 février 1980   |
| Saint-Marin            | Italien             | 21 février 1985   |
| Salvador               | Espagnol            | 14 septembre 2006 |
| Sao Tomé-et-Principe   | Portugais           | 16 octobre 1992   |
| Sénégal                | Français            | 22 juin 1999      |
| Timor oriental         | Portugais           | 19 novembre 2004  |
| Uruguay                | Espagnol            | 28 janvier 1985   |
| Venezuela              | Espagnol            | 1er mars 1990     |

Les trente-six États souverains pouvaient ainsi être triés par langues parlées :
| États hispanophones  | 18 (50,0 %) |
| États lusophones     | 8 (22,2 %)  |
| États francophones   | 5 (13,8 %)  |
| États italophones    | 2 (5,6 %)   |
| États roumanophones  | 2 (5,6 %)   |
| États catalanophones | 1 (2,8 %)   |

## Gouvernements observateurs
- Argentine
- Mexique
- Ordre souverain de Malte
- Vatican